# Coppa Libertadores 1974
La Coppa Libertadores 1974 è stata la 15ª edizione della massima competizione calcistica sudamericana per club.

## Primo turno

### Gruppo 1 (Argentina, Cile)
28.02 Rosario Central - Huracán Buenos Aires 1:0

14.03 Huracán Buenos Aires - Colo Colo Santiago del Cile 2:0

02.03 Unión Española Santiago del Cile - Colo Colo Santiago del Cile 2:1

05.03 Unión Española Santiago del Cile - Huracán Buenos Aires 1:3

07.03 Colo Colo Santiago del Cile - Huracán Buenos Aires 1:2

12.03 Rosario Central - Colo Colo Santiago del Cile 2:0

19.03 Unión Española Santiago del Cile - Rosario Central 0:1

21.03 Colo Colo Santiago del Cileo - Rosario Central 1:3

26.03 Colo Colo Santiago del Cile - Unión Española Santiago del Cile 0:2

26.03 Huracán Buenos Aires - Rosario Central 1:0

02.04 Rosario Central - Unión Española Santiago del Cile 4:0

04.04 Huracán Buenos Aires - Unión Española Santiago del Cile 5:1
- Spareggio:

11.04 Huracán Buenos Aires - Rosario Central 4:0
| Squadra                          | G | V | N | P | Pti | GF | GS |
| -------------------------------- | - | - | - | - | --- | -- | -- |
| Huracán Buenos Aires             | 6 | 5 | 0 | 1 | 10  | 13 | 4  |
| Rosario Central                  | 6 | 5 | 0 | 1 | 10  | 11 | 2  |
| Unión Española Santiago del Cile | 6 | 2 | 0 | 4 | 4   | 6  | 14 |
| Colo Colo Santiago del Cile      | 6 | 0 | 0 | 6 | 0   | 3  | 13 |

### Gruppo 2 (Bolivia, Brasile)
30.03 São Paulo - Palmeiras San Paolo 2:0

04.04 Jorge Wilstermann Cochabamba - Palmeiras San Paolo 1:0

07.04 Municipal La Paz - Palmeiras San Paolo 0:1

14.04 Jorge Wilstermann Cochabamba - São Paulo 0:1

17.04 Municipal La Paz - São Paulo 1:1

21.04 Jorge Wilstermann Cochabamba - Municipal La Paz 1:0

24.04 Palmeiras San Paolo - São Paulo 1:2

28.04 Palmeiras San Paolo - Municipal La Paz 3:0

30.04 São Paulo - Municipal La Paz 3:3

08.05 São Paulo - Jorge Wilstermann Cochabamba 5:0

11.05 Palmeiras San Paolo - Jorge Wilstermann Cochabamba 2:0

19.05 Municipal La Paz - Jorge Wilstermann Cochabamba 5:2
| Squadra                      | G | V | N | P | Pti | GF | GS |
| ---------------------------- | - | - | - | - | --- | -- | -- |
| São Paulo                    | 6 | 4 | 2 | 0 | 10  | 14 | 5  |
| Palmeiras San Paolo          | 6 | 3 | 0 | 3 | 6   | 7  | 5  |
| Municipal La Paz             | 6 | 1 | 2 | 3 | 4   | 9  | 11 |
| Jorge Wilstermann Cochabamba | 6 | 2 | 0 | 4 | 4   | 4  | 13 |

### Gruppo 3 (Colombia, Venezuela)
06.02 Portuguesa Acarígua - Valencia 0:0

14.02 Atlético Nacional Medellín -  Millonarios Bogotà 0:3

19.02 Portuguesa Acarígua -  Millonarios Bogotà 2:0

19.02 Valencia - Atlético Nacional Medellín 1:2

21.02 Valencia -  Millonarios Bogotà 1:1

21.02 Portuguesa Acarígua - Atlético Nacional Medellín 0:0

07.03  Millonarios Bogotà - Atlético Nacional Medellín 2:1

07.03 Valencia - Portuguesa Acarígua 0:1

20.03  Millonarios Bogotà - Portuguesa Acarígua 2:1

20.03 Atlético Nacional Medellín - Valencia 2:1

22.03  Millonarios Bogotà - Valencia 2:1

22.03 Atlético Nacional Medellín - Portuguesa Acarígua 3:0
| Squadra                    | G | V | N | P | Pti | GF | GS |
| -------------------------- | - | - | - | - | --- | -- | -- |
| Millonarios Bogotà         | 6 | 4 | 1 | 1 | 9   | 10 | 6  |
| Atlético Nacional Medellín | 6 | 3 | 1 | 2 | 7   | 8  | 7  |
| Portuguesa Acarígua        | 6 | 2 | 2 | 2 | 6   | 4  | 5  |
| Valencia                   | 6 | 0 | 2 | 4 | 2   | 4  | 8  |

### Gruppo 4 (Ecuador, Perù)
17.02 Defensor Lima - Sporting Cristal Lima 2:0

17.02 Nacional Quito - Universidad Católica Quito 2:0

24.02 Universidad Católica Quito - Defensor Lima 1:0

27.02 Nacional Quito - Defensor Lima 0:0

03.03 Universidad Católica Quito - Sporting Cristal Lima 0:0

06.03 Nacional Quito - Sporting Cristal Lima 3:0

10.03 Universidad Católica Quito - Nacional Quito 0:0

13.03 Sporting Cristal Lima - Defensor Lima 0:2

20.03 Sporting Cristal Lima - Nacional Quito 1:3

27.03 Defensor Lima - Nacional Quito 2:1

03.04 Sporting Cristal Lima - Universidad Católica Quito 2:1

09.04 Defensor Lima - Universidad Católica Quito 1:0
| Squadra                    | G | V | N | P | Pti | GF | GS |
| -------------------------- | - | - | - | - | --- | -- | -- |
| Defensor Lima              | 6 | 4 | 1 | 1 | 9   | 7  | 2  |
| Nacional Quito             | 6 | 3 | 2 | 1 | 8   | 9  | 3  |
| Universidad Católica Quito | 6 | 1 | 2 | 3 | 4   | 2  | 5  |
| Sporting Cristal Lima      | 6 | 1 | 1 | 4 | 3   | 3  | 11 |

### Gruppo 5 (Paraguay, Uruguay)
05.02 Cerro Porteño Asunción - Olimpia Asunción 1:0

06.02 Nacional Montevideo - Peñarol Montevideo 0:1

13.02 Peñarol Montevideo - Olimpia Asunción 0:0

16.02 Nacional Montevideo - Cerro Porteño Asunción 1:2

19.02 Nacional Montevideo - Olimpia Asunción 1:1

20.02 Peñarol Montevideo - Cerro Porteño Asunción 1:0

24.02 Peñarol Montevideo - Nacional Montevideo 0:2

24.02 Olimpia Asunción - Cerro Porteño Asunción 1:1

01.03 Olimpia Asunción - Peñarol Montevideo 0:2

03.03 Cerro Porteño Asunción - Nacional Montevideo 2:2

05.03 Olimpia Asunción - Nacional Montevideo 2:0

08.03 Cerro Porteño Asunción - Peñarol Montevideo 1:1
| Squadra                | G | V | N | P | Pti | GF | GS |
| ---------------------- | - | - | - | - | --- | -- | -- |
| Peñarol Montevideo     | 6 | 3 | 2 | 1 | 8   | 5  | 3  |
| Cerro Porteño Asunción | 6 | 2 | 3 | 1 | 7   | 7  | 6  |
| Olimpia Asunción       | 6 | 1 | 3 | 2 | 5   | 4  | 5  |
| Nacional Montevideo    | 6 | 1 | 2 | 3 | 4   | 6  | 8  |

- Independiente Avellaneda ammessa direttamente alle semifinali in quanto campione in carica.

## Semifinali

### Gruppo 1
04.09 Huracán Buenos Aires - Independiente Avellaneda 1:1

11.09 Peñarol Montevideo - Huracán Buenos Aires 1:1

18.09 Peñarol Montevideo - Independiente Avellaneda 2:3

20.09 Independiente Avellaneda - Huracán Buenos Aires 3:0

25.09 Huracán Buenos Aires - Peñarol Montevideo 0:3

02.10 Independiente Avellaneda - Peñarol Montevideo 1:1
| Squadra                  | G | V | N | P | Pti | GF | GS |
| ------------------------ | - | - | - | - | --- | -- | -- |
| Independiente Avellaneda | 4 | 2 | 2 | 0 | 6   | 8  | 4  |
| Peñarol Montevideo       | 4 | 1 | 2 | 1 | 4   | 7  | 5  |
| Huracán Buenos Aires     | 4 | 0 | 2 | 2 | 2   | 2  | 8  |

### Gruppo 2
08.09  Millonarios Bogotà - São Paulo 0:0

11.09 Defensor Lima - São Paulo 0:1

15.09  Millonarios Bogotà - Defensor Lima 1:0

24.09 Defensor Lima -  Millonarios Bogotà 1:4

27.09 São Paulo -  Millonarios Bogotà 4:0

02.10 São Paulo - Defensor Lima 4:0
| Squadra            | G | V | N | P | Pti | GF | GS |
| ------------------ | - | - | - | - | --- | -- | -- |
| São Paulo          | 4 | 3 | 1 | 0 | 7   | 9  | 0  |
| Millonarios Bogotà | 4 | 2 | 1 | 1 | 5   | 5  | 5  |
| Defensor Lima      | 4 | 0 | 0 | 4 | 0   | 1  | 10 |

## Finale
São Paulo - Independiente Avellaneda 2:1 0:2, spareggio 0:1
12 ottobre 1974 San Paolo Estádio do Pacaembu (50 000)

São Paulo - Independiente Avellaneda 2:1 (0:1)

Arbitro: Pérez (Perù)

Marcatori: 0:1 Saggioratto 28, 1:1 Rocha 48, 2:1 Mirandinha 50

São Paulo Futebol Clube: Valdir Peres, Nelsinho Baptista, Paranhos, Arlindo, Gilberto, Ademir (Chicão), Zé Carlos (Mauro), Rocha, Terto, Mirandinha, Piau.

Club Atlético Independiente: Gay, Commisso, Sá, López, Ricardo Pavoni, Galván, Raimondo, Saggioratto, Balbuena, Bochini, Bertoni.
16 ottobre 1974 Buenos Aires (Avellaneda) Estadio Almirante Cordero (55 000)

Independiente Avellaneda - São Paulo 2:0 (1:0)

Arbitro: Barreto (Uruguay)

Marcatori: 1:0 Bochini 34, 2:0 Balbuena 48

Club Atlético Independiente: Gay, Commisso, Sá, López, Ricardo Pavoni, Galván, Raimondo, Saggioratto, Balbuena, Bochini, Bertoni (Semenewicz).

São Paulo Futebol Clube: Valdir Peres, Nelsinho Baptista, Paranhos, Arlindo, Gilberto, Chicão, Rocha, Mauro, Terto, Mirandinha, Piau.
19 ottobre 1974 Santiago del Cile Estadio Nacional (?)

Independiente Avellaneda - São Paulo 1:0 (1:0)

Arbitro: ?

Marcatori: 1:0 Ricardo Pavoni 37

Club Atlético Independiente: Gay, Commisso, Sá, López, Ricardo Pavoni, Galván, Raimondo, Semenewicz, Balbuena (Carrica), Bochini, Bertoni (Giribet).

São Paulo Futebol Clube: Valdir Peres, Forlán, Paranhos, Arlindo, Gilberto (Nelsinho Baptista), Chicão, Zé Carlos (Silva), Rocha, Mauro, Mirandinha, Piau.